# Гай Фабриций Лусцин (претор)
Гай Фабри́ций Лусци́н (лат. Gaius Fabricius Luscinus; III—II века до н. э.) — римский политический деятель из плебейского рода Фабрициев, претор 195 года до н. э.
Все сохранившиеся данные о Гае Фабриции сводятся к двум упоминаниям у Тита Ливия. В 195 году до н. э. Гай был претором, причём получил самый престижный пост городского претора (praetor urbanus). В 190 году до н. э. он упоминается в числе трёх легатов, которым консул Луций Корнелий Сципион поручил собрать корабли, чтобы переправить армию из Брундизия на Балканы (это было начало Антиоховой войны).
Предположительно Лусцин был потомком консула 282 и 278 годов до н. э., выдающегося политика, ставшего одним из воплощений староримских добродетелей. Однако незначительность Гая-претора заставляет некоторых антиковедов сомневаться в том, что он имел столь славное происхождение.